# Shipwreck Moraine
Shipwreck Moraine är en kulle i Antarktis. Den ligger i Östantarktis. Nya Zeeland gör anspråk på området. Toppen på Shipwreck Moraine är 1 108 meter över havet.
Terrängen runt Shipwreck Moraine är kuperad, och sluttar österut. Trakten är obefolkad. Det finns inga samhällen i närheten. 